# 毗闍耶跋摩
毗闍耶跋摩（梵文名，Vijaya，?—?），占婆（占城）11世紀初期国王。
《宋史》记载他名为杨普俱毗茶室离（杨普俱毗茶逸施离，Yan Pu Ku Vijaya (Çri)），毗阇耶继位后，由于国都因陀罗补罗被大瞿越（越南前黎朝）军破坏，于是便迁都佛逝（Vijaya，即毗阇耶、佛逝）。1004年，大瞿越皇帝黎桓派儿子黎明提出使宋朝，宋真宗安排他在次年（1005年）正月上元节，和黎明提与占婆、大食国使节，一同观灯宴饮。